# Lenchu Kunzang
Lenchu Kunzang (* 10. Februar 1992 in Paro) ist eine bhutanische Sportschützin.

## Karriere
Lenchu Kunzang wurde 2013 in den Nationalkader Bhutans berufen.
Lenchu Kunzang belegte bei den Asienspielen 2014 in Incheon mit dem Luftgewehr den 47. Platz. 2014 und 2015 nahm sie an den Asienmeisterschaften teil. Auch bei den Südasienspielen 2016 in Guwahati vertrat sie Bhutan und erreichte den 17. Platz von 18 angetretenen Athletinnen.
Beim Qualifikationsturnier für die Olympischen Sommerspiele 2016 erzielte Kunzang 400,0 Punkte und belegte den 51. Platz von 57 Teilnehmern. Sie erreichte zwar nicht das Finale, jedoch lag ihre Punktzahl über der Olympianorm von 392,0 Punkten. Somit startete sie in Rio de Janeiro im Wettkampf über 10 Meter mit dem Luftgewehr, wo sie den 45. Rang belegte und bei der Abschlussfeier Fahnenträgerin ihres Landes war.